# Helga Kirchner

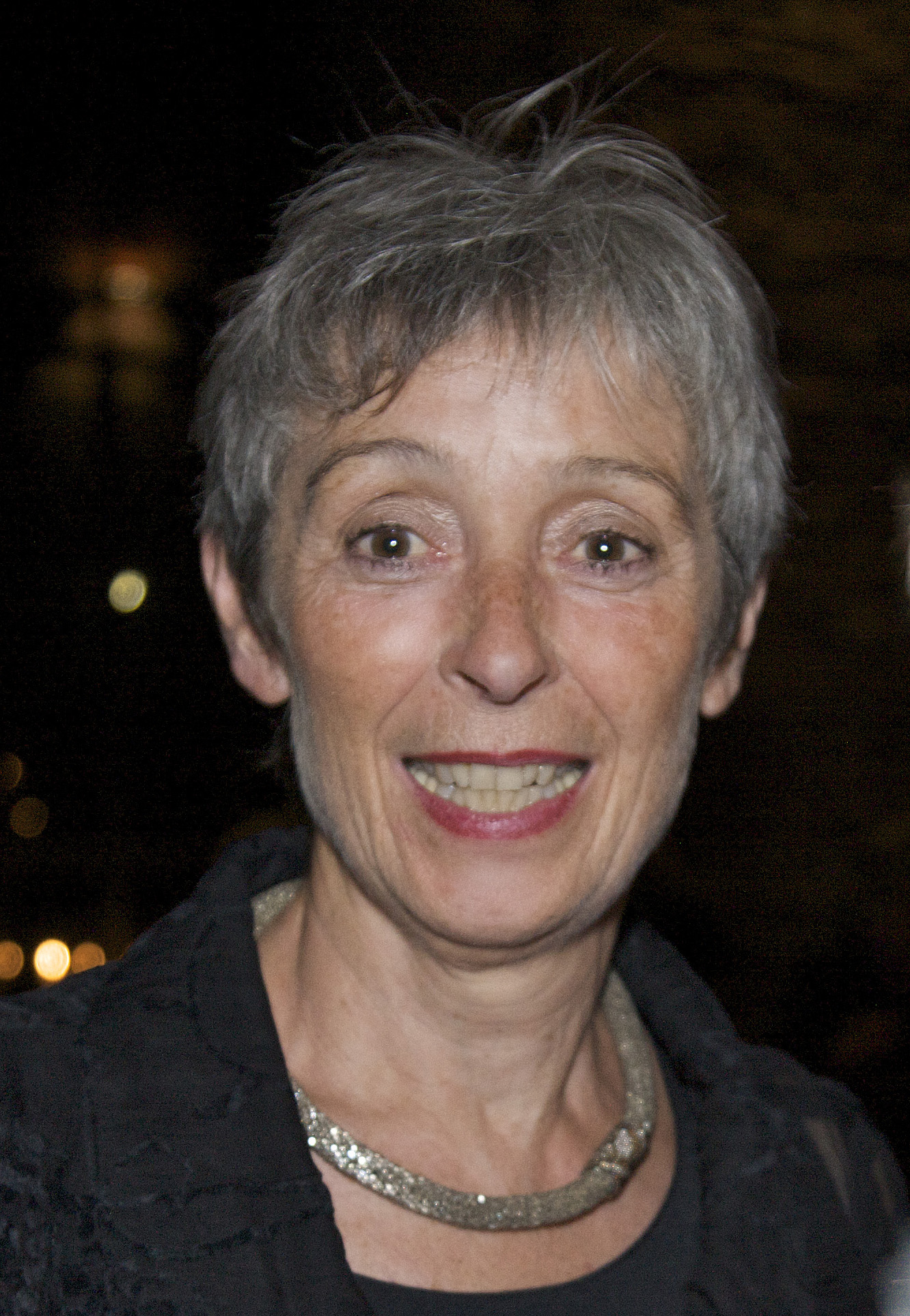
Helga Kirchner (2010)

Helga Kirchner (* 20. Oktober 1946 in Mönchengladbach) ist eine deutsche Journalistin und ehemalige WDR-Chefredakteurin.

## Leben
Helga Kirchner absolvierte nach dem Lehramtsstudium ein Redaktionsvolontariat beim WDR und arbeitete anschließend im Jugendprogramm „Radiothek“ des WDR-Hörfunks. Später wechselte sie in die Ressorts Politik und Kultur. Sie war Kommentatorin in den ARD-Tagesthemen und entwickelte die „Funkhausgespräche“. Als Chefredakteurin leitete sie zehn Jahre lang den Programmbereich Politik im WDR-Hörfunk. Im Jahr 2009 wurde sie pensioniert.
Helga Kirchner ist verheiratet und hat einen Sohn.

## Ehrenamt
In der Civis Medienstiftung für Integration und kulturelle Vielfalt arbeitete sie als Vorsitzende des Programmbeirats.
Für den Journalistinnenbund entwickelte Helga Kirchner gemeinsam mit den Journalistinnen Eva Hehemann, Rosemarie Mieder, Sibylle Plogstedt und Diemuth Roether das medienpolitische Veranstaltungsformat Medienlabor, in dem aktuelle medienpolitische Themen aufgegriffen und mit Expertinnen diskutiert werden. Sie gehört zur Jury des Courage-Preises für aktuelle Medienberichterstattung des Journalistinnenbundes.

## Auszeichnung
Der Journalistinnenbund (jb) ehrte Helga Kirchner 2010 mit der Hedwig-Dohm-Urkunde für ihr Lebenswerk.
Im Jahr 2025 wurde sie für ihr vielfältiges Engagement mit dem Bundesverdienstkreuz am Bande geehrt.

## Film
- WDR-Geschichte(n) – Helga Kirchner. Buch und Regie: Klaus Martens, 58 min., WDR Fernsehen 2018, WDR Mediathek unbefristet.[7]